# Kim Hyang-mi (tennistavolista)
Kim Hyang-mi (Pyongyang, 19 settembre 1979) è un'ex tennistavolista nordcoreana.

## Carriera
Ha vinto la sua più prestigiosa medaglia alle Olimpiadi di Atene 2004, dove giunse in finale nella gara del singolo ma dovette arrendersi alla cinese Zhang Yining.